# چولوک (شهرستان کمین)
چولوک (به لاتین: Cholok) یک روستا در قرقیزستان است که در شهرستان کمین واقع شده‌است. چولوک ۹۵ نفر جمعیت دارد و ۱٬۲۶۳ متر بالاتر از سطح دریا واقع شده‌است.